# Betriebshof des Kraftverkehr Bad Salzungen

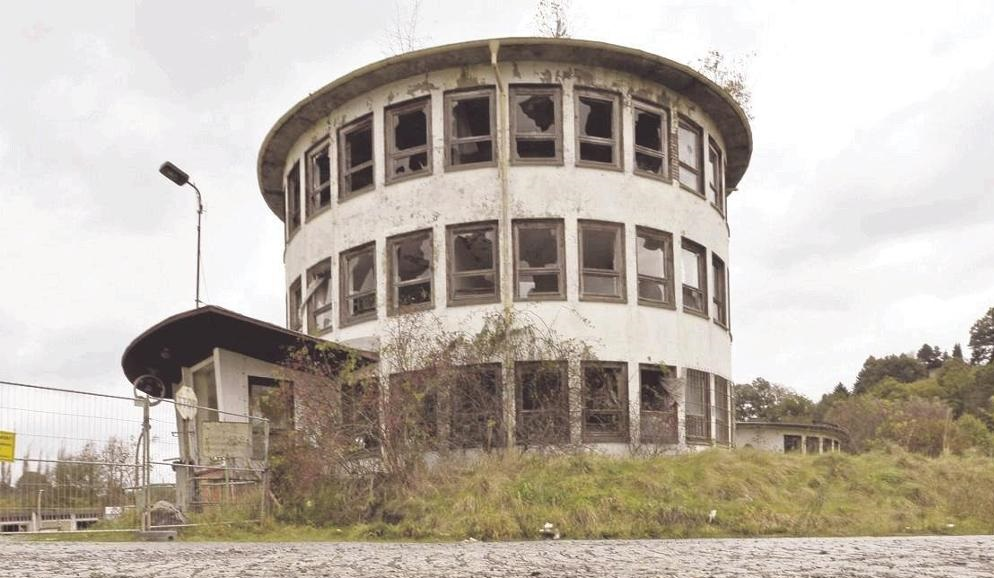
Ruine der Rotunde des Kraftverkehr Bad Salzungen, Standort Vacha, 2014

Der Betriebshof des Kraftverkehr Bad Salzungen in Vacha im heutigen Wartburgkreis in Thüringen hatte von Ende der 1950er Jahre bis 2014 Bestand und zeichnete sich durch eine in der Architektur in der Deutschen Demokratischen Republik seiner Zeit einzigartige Bauweise mit einem als Rotunde ausgebildeten dreistöckigen Verwaltungsgebäude aus.

## Vorgeschichte
Kurz nach Bildung des Kreises Bad Salzungen im Zuge der Kreisreformen in der DDR wurde in diesem am 13. Oktober 1952 der Kraftverkehr Bad Salzungen gegründet, ein staatlicher Betrieb, dessen Aufgabe es unter anderem war, die Personenbeförderung in dem jungen Landkreis sicherzustellen. Firmensitz war Bad Salzungen, der Verwaltungssitz wurde, zunächst provisorisch, in Vacha eingerichtet. Vacha verband im Kreisgebiet das Werratal mit der Kreisstadt Bad Salzungen und den Industriestandorten Dorndorf und Merkers mit den in der Vorderrhön gelegenen Orten des Geisaer Amtes um Geisa und dem für die junge DDR immens wichtigen Kalibergwerks-Standort Unterbreizbach. Fast zeitgleich mit der Gründung des Betriebes war diese Region durch die kurzfristige Stilllegung der mehrfach die nahe Staatsgrenze zur Bundesrepublik querenden Ulstertalbahn vom öffentlichen Personen- und Güterverkehr abgeschnitten worden. Zwar wurde für den Güterverkehr zwischen Vacha und Unterbreizbach eiligst eine Umgehungsstrecke eingerichtet, der Personenverkehr sollte aber künftig durch Omnibusverkehr abgedeckt werden. Damit war Vacha von Beginn an ein bedeutsamer Netzknotenpunkt des jungen Verkehrsunternehmens.

## Betriebshof Vacha
Nach seiner Gründung wuchs der Kraftverkehr rasch an, teils durch die Anschaffung neuer Fahrzeuge, teils durch Enteignung kleiner privater Fuhr- und Transportunternehmen wie der Firma Bräunung aus Geisa im Jahr 1953. 1954 verfügte das Unternehmen über 26 Omnibusse, 13 LKW und 100 Mitarbeiter. Die Betriebsmittel waren dezentral auf verschiedene, teils von Privatunternehmen übernommenen Betriebsstellen verteilt. So wurde unter anderem der frühere Lokschuppen der Wenigentaft-Oechsener Eisenbahn in Niederoechsen als Werkstatt genutzt. Für Bad Salzungen wurde ein Großverkehrshof projektiert, aber letztlich nicht gebaut. Zur Zusammenlegung der in der gesamten Vorderrhön verstreuten Betriebsstellen wurde am 4. Mai 1957 der Bau eines zentralen Betriebshofes in Vacha in der „Straße der Völkerfreundschaft“, am Ortsausgang in Richtung Sünna begonnen. Dieser entsprach modernsten Standards der damaligen Zeit und verfügte über 35 Garagen mit Platz für bis zu 45 Fahrzeuge, eine Lackiererei, Waschanlage, Sozialräume u. v. m. Bis zur Fertigstellung im Frühjahr 1961 wurden ca. 2 Millionen Mark investiert.

## Verwaltungsgebäude Rotunde
Architektonische Besonderheit war das als Rotunde ausgeführte dreistöckige Verwaltungsgebäude des Betriebshofes, das fortan, neben der Bundesstraße 84 am Ortseingang aus Richtung Geisa gelegen, das Ortsbild der Stadt Vacha prägte. In dem als „Block D“ bezeichneten Bauwerk (neben den Garagen Block A und B sowie Block C mit Lackiererei und Werkstatt) sollten alle Sozial- und Büroräume des Betriebshofes untergebracht werden. Zunächst rechteckig geplant, wurde mit der Forderung eines dritten Obergeschosses die runde Bauausführung favorisiert. Der Kostenplan für das Gebäude sah 1957 (noch ohne die dritte Etage) einen Umbauten Raum von 2111 m³ vor. Noch 1961, kurz vor Fertigstellung, wurde die Planung noch um eine Pförtnerloge ergänzt. Der Rundbau „Block D“ war aufgrund einiger Verzögerungen im Bauablauf das letzte Gebäude, das fertiggestellt wurde, er wurde im Sommer 1961 zur Nutzung freigegeben.
Der Turm bestand aus drei Etagen mit einer Geschosshöhe von je 3,30 Meter, so dass das Gebäude eine Höhe von knapp 10 Meter zuzüglich dem mit einer Neigung von 5° angelegten Dach hatte. Im Inneren waren neben Büroräumen und der Pförtnerloge Räume für eine Fahrschule und ein Klubraum vorgesehen. Letzterer kam aber zugunsten weiterer Büroräume nicht zur Ausführung. Die Innentreppe war massiv aus Travertin hergestellt, das aus Bad Langensalza angeliefert wurde.
Die Bauhaus-Universität Weimar nahm den Rundbau in den Thüringer Architekturführer auf.

## Leerstand und Abriss

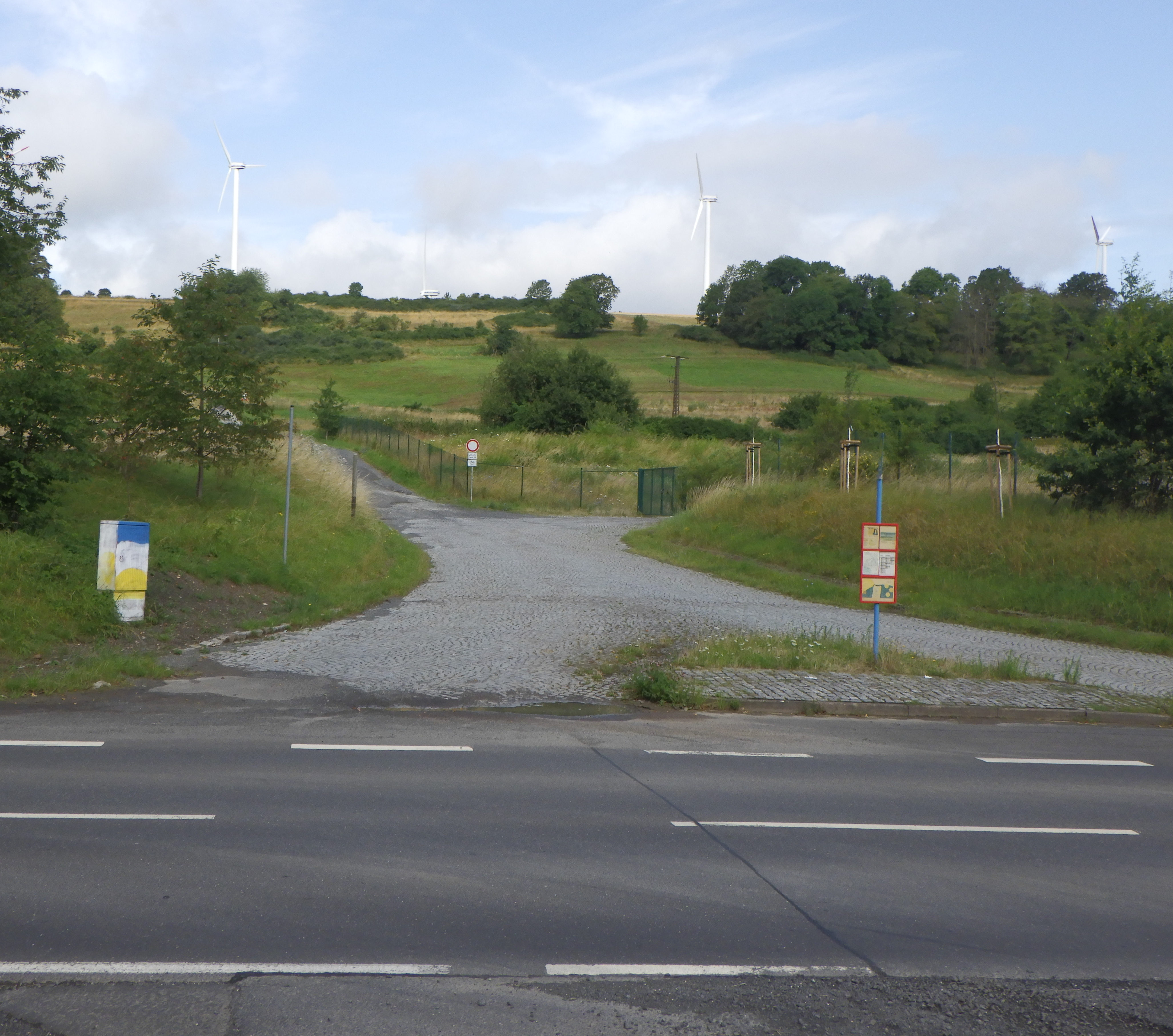
Zufahrt zum ehemaligen Betriebsgelände (2024)

Mit der Neustrukturierung des Öffentlichen Personennahverkehrs nach dem Zusammenbruch des DDR-Regimes wurde der Betriebshof Vacha nicht mehr für seinen ursprünglichen Nutzungszweck benötigt. Die Stadt Vacha bemühte sich um eine Nachnutzung. Diskutiert wurde unter anderem eine Nutzung als Sport- und Freizeitanlage mit Jugendherberge in der Rotunde. Letztlich scheiterten alle Planungen an fehlenden finanziellen Mitteln und ungeklärten Eigentumsverhältnissen. Eine Spedition übernahm das Objekt und nutzte es bis zum Verkauf im Jahr 2005. Die nach dem Eigentümerwechsel nun leerstehende, bis dahin baulich intakte Liegenschaft wurde binnen kürzester Zeit ein Opfer von schwerem Vandalismus und völlig verwüstet.
Der Stadt Vacha gelang der Erwerb der zur Ruine gewordenen Gebäude und Anfang Februar 2014 beschloss der Stadtrat die Bereitstellung von finanziellen Mitteln für den Abriss der Immobilie. Dieser begann noch im Winter 2014 und war im April 2015 abgeschlossen.